# Wilhelm Michaëlis
Wilhelm Michaëlis, auch Wilhelm Michaelis, (* 15. Oktober 1840 in Magdeburg; † 1911) war ein deutscher Chemiker.

## Leben
Michaëlis studierte zunächst an der Gewerbeakademie Berlin und dann an der Humboldt-Universität zu Berlin Chemie mit abschließender Promotion. Danach arbeitete er in der Portland-Cement-Fabrik A. Bernoully in Wildau bei Eberswalde, wo er praktische Erfahrungen mit der Zement-Herstellung erwarb.
1868 erschien Michaëlis' Dissertation als Buch: Die hydraulischen Mörtel, das zum ersten Mal genaue Angaben über die günstigste Zusammensetzung des Rohstoffgemischs machte und sofort hohe Anerkennung fand, zumal die Fabrikanten ihre Rezepte geheim gehalten hatten. Damit war eine wissenschaftliche Grundlage für die Zement-Forschung gelegt. Michaëlis entwickelte zur Beschreibung der Zement-Härtung seine Kolloid-Theorie, mit der er das Verhalten des härtenden Zements besser beschreiben konnte als mit Henry Le Chateliers Kristall-Theorie. Michaëlis erkannte auch früh den hohen hydraulischen Wert der Hochofenschlacke als Zusatzmittel für die Portland-Zement-Herstellung.
1872 gründete Michaëlis mit zwei Teilhabern ein Labor für Baumaterial-Prüfungen und ein Büro zur Projektierung von Zement-Fabriken, wobei er bei Produktionsbeginn eines neuen Werkes die Hauptabteilung fünf Jahre leitete. 1875 veröffentlichte er 17 Kriterien, nach denen die Qualität von Zementen beurteilt werden sollte. 1876 bekam er den Auftrag, die  Charakteristika guten Cements zum Nutzen des deutschen Baupublicums zusammenzustellen, auf deren Basis am 10. November 1878 durch Erlass des preußischen Ministers der Öffentlichen Arbeiten die erste Norm für einheitliche Lieferung und Prüfung von Portlandzement eingeführt wurde.
1880 entwickelte Michaëlis ein neuartiges Mörtel-Verfahren mit Hochdruck-Heißdampf auf der Basis von Kalk und Sand, nachdem er in Schweden ein englisches Verfahren zur Herstellung einer schnell härtenden Wasserglas-Sand-Mischung kennengelernt hatte. Dies wurde die Basis für alle nachfolgenden Kalksandstein-Härtetechniken.
Auf einer Reise lernte Michaëlis Lauffen am Neckar mit seinen Muschelkalk-Vorkommen und dem Neckar als Energiequelle und Transportweg als günstigen Standort für die Zementherstellung kennen. Er fand Geldgeber, überwiegend Heilbronner Fabrikanten und Honoratioren, für die Errichtung eines Zementwerkes, und so wurde am 9. Dezember 1888 in Heilbronn die Aktiengesellschaft Württembergisches Portland-Cement-Werk zu Lauffen am Neckar gegründet.
1892 beschrieb Michaëlis als Erster den sogenannten Zementbazillus: Wenn in Gebäuden ein Gipsmörtel-Verband mit Portland-Zement ausgebessert wird, bildet sich mit Feuchtigkeit Ettringit, das durch Ettringittreiben den Verband völlig zerstört. Trotzdem wurden auch noch in der zweiten Hälfte des 20. Jahrhunderts  mit Gipsmörtel erbaute Baudenkmäler mit Zementinjektionen "saniert".
1907 übergab Michaëlis die Leitung seines Laboratoriums, das sich zum Zement- und Mörteltechnischen Institut entwickelt hatte, an seinen Nachfolger Hans Kühl.
Seit 1948 wurde die Michaëlis-Gedenkmünze an Personen verliehen, die durch ihre wissenschaftliche Arbeit Entscheidendes zur Weiterentwicklung der Zementherstellung und -anwendung geleistet haben.

## Werke
- Die hydraulischen Mörtel (1968)
- Zur Beurtheilung des Cementes (1876)